# アルビレックス新潟
アルビレックス新潟（アルビレックスにいがた、英: Albirex Niigata）は、日本の新潟県内全市町村（20市6町4村）をホームタウンとする、日本プロサッカーリーグ（Jリーグ）に加盟するプロサッカークラブ。

## 概要

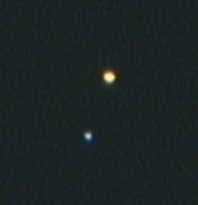
クラブ名の由来となった二重星アルビレオ。オレンジの星と青の星からなる。

1955年、新潟明訓高校OBが中心となって創部した新潟イレブンサッカークラブが前身。1995年、一般公募によりはくちょう座にある二重星アルビレオに由来する『アルビレオ新潟FC』に改称したが、1997年、商標問題からクラブ名の改称を決定し、県民投票の結果"アルビレオ"とラテン語で「王」を意味する"レックス"を掛け合わせた造語である『アルビレックス新潟』に改称した。なお、他の候補名は新潟弁で「俺たちの」を意味する『オラッタ新潟』と「白鳥の騎士」を意味する『シスネーテス新潟』があった。1999年にJリーグへ加盟。
ホームタウンはホームスタジアム・デンカビッグスワンスタジアムがある新潟県新潟市とクラブハウスのある北蒲原郡聖籠町のみだったが、2019年7月30日より新潟県内の全市町村に拡大した。マスコットキャラクターは白鳥をモチーフに2000年に登場した『アルビくん』。
近隣にライバルクラブは存在していないが、2007年頃から企画先行ながらヴァンフォーレ甲府との対戦を川中島ダービー、モンテディオ山形との対戦を天地人ダービーと呼ぶようになった。

### 総合型地域スポーツクラブ
WEリーグに参加する女子チーム・アルビレックス新潟レディース（2002年創設・活動開始）を持つほか、会場の応援を彩るチアリーディングチームも運営している。
また、Jリーグ百年構想による総合型地域スポーツクラブを目指しており、バスケットボールのBリーグに新潟アルビレックスBBが、Wリーグに新潟アルビレックスBBラビッツが参戦している他、2004年にスキー・スノーボードのチームアルビレックス新潟を、2005年に陸上競技の新潟アルビレックスランニングクラブを創設。更に、2006年にプロ野球独立リーグ・ベースボール・チャレンジ・リーグに参戦する新潟アルビレックス・ベースボール・クラブが、2010年にモータースポーツのアルビレックスレーシングチームが創設されている。なお、各「アルビレックス」は事実上のオーナー企業でも有るNSGグループの参画で愛称とイメージカラーを共有しているが、各競技チームの運営会社は全く別個の企業であり、各運営会社間に直接の資本関係等はない。

## 歴史

### 前史
1955年、新潟イレブンサッカークラブとして創部。1982年には社会優良団体（優良スポーツクラブ）として文部大臣賞を受賞した。
1991年、新潟県サッカー協会は2002 FIFAワールドカップの開催地に立候補することを決定（翌1992年に新潟県議会でも可決）。ワールドカップ招致活動の一環として掲げられたプロサッカークラブの創設と短期間でのJリーグ加盟を実現するため、新潟県サッカーリーグからのスタートとなるクラブの新設ではなく、天皇杯や全国社会人サッカー選手権大会などの全国大会への出場経験を持つ北信越リーグの新潟イレブンSCを強化することになり、1995年、県サッカー協会の強化指定を受けた新潟イレブンSCを母体に新潟蹴友会の主力選手を加えてチーム名をアルビレオ新潟FCに改称した。新監督に県の外国人スポーツ指導者招聘事業により来県し、新潟イレブンSCのヘッドコーチを務めていたフランツ・ファン・バルコムが就任し、同チームの監督を務めていた若杉透は総監督に就任した。
1996年、チーム母体を法人組織として株式会社を設立しプロ化、日本初の地域リーグでのプロサッカークラブとなった。1997年、クラブ名をアルビレックス新潟に改称して臨んだシーズンは北信越リーグ連覇を果たし、日本サッカー協会及びJリーグより地域リーグ所属のクラブからは唯一となる1999年に開幕するJ2への参入を承認された。1998年、全国地域リーグ決勝大会を勝ち抜き、ジャパンフットボールリーグに昇格。（旧）JFLは永井良和監督の下で臨んだが、順位は11位と低迷。翌年からのJ2参入に向けてチームを強化するため、26名の選手のうち17名との契約を打ち切ることになった。

### 1999年 - 2003年（J2）
J2昇格後は秋葉忠宏や鈴木慎吾、寺川能人ら、各ポジションにJリーグ経験者を含む即戦力を補強した。2000年には新潟出身の元日本代表、神田勝夫が加入した。昇格初年度の1999年はJ2開幕から7連勝を記録してリーグ中盤戦まで首位をキープするなど健闘し、最終順位は4位となった。永井は2000年まで監督を務めたが、J1昇格はならなかった。
2001年、新監督に反町康治が就任。同年に完成し、ワールドカップの会場になった新潟スタジアム（ビッグスワン）を主な舞台に、元日本代表の山口素弘、船越優蔵、黒崎久志やマルクス、安英学らが活躍。2001年は4位、2002年は3位で惜しくもJ1昇格を逃すも、2003年に広島、川崎との熾烈な昇格争いを制してJ2優勝・J1昇格を決めた。優勝を決めた最終節大宮戦には、ビッグスワンに42,223人のサポーターが詰めかけた。詳細は「2003年J2第43節・最終節」を参照。マルクスは2002年（19得点）、2003年（32得点）と、2年連続でJ2得点王となった。

### 2004年 - 2017年（J1）

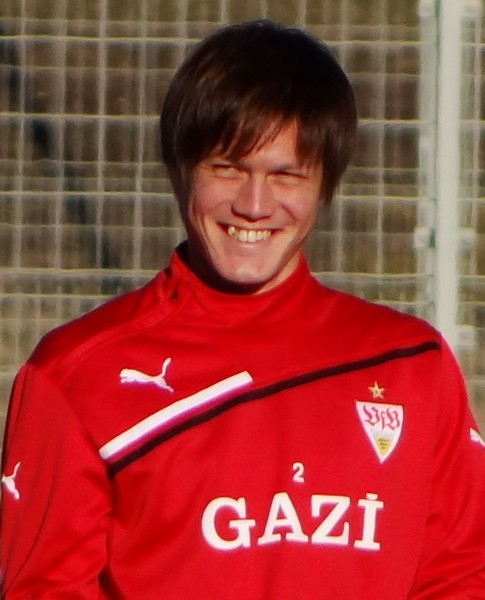
酒井高徳

J1昇格後も2005年まで反町が指揮を執った。昇格1年目の2004年はエジミウソン、ファビーニョらブラジル人を中心としたカウンター戦術を採用した。1stステージは苦戦して14位に終わるも、2ndステージ第6節広島戦から第9節鹿島戦まで4連勝をマークする など一時は上位争いを展開し、最終節を待たずに残留決定。2ndステージ7位、年間10位で終えた。また、新潟県中越地震の影響（余震及びスタジアム駐車場が自衛隊の前線基地となった）により、10月と11月に予定されていたビッグスワンでの2試合は、国立霞ヶ丘競技場陸上競技場と平塚競技場で代替開催された。代替開催ながらも新潟サポーターは多数駆け付け、手製の横断幕を持って応援した。地震直後の試合となった柏戦では試合前に会場全体で黙祷が捧げられた。
2006年から2009年までの4年間は鈴木淳が監督を務めた。鈴木はマルシオ・リシャルデスや矢野貴章らを中心とした攻撃的なチームを作り上げ、2007年にJ1昇格後最高順位となる6位の成績を残した。また、この年には矢野がクラブ初の日本代表に選出。3月24日に行われたペルー代表戦で初キャップを記録し、後の南アフリカワールドカップに於いてクラブ初のワールドカップ本大会メンバーに選出された。中心選手だったエジミウソン、坂本將貴らが移籍した2008年は残留争いに巻き込まれるが、2009年には4-3-3の攻撃的なフォーメーションを敷いて上位争いに顔を出し、天皇杯では過去最高のベスト8進出を果たした。
鈴木の後任にはヘッドコーチから黒崎久志が昇格し、2シーズン連続でJ1残留に成功した。2010年は、第7節名古屋戦から第17節京都戦まで11試合連続無敗のクラブ記録を樹立、その間、第9節神戸戦から第12節山形戦にかけては、2004年以来6シーズン振りとなる4連勝を記録した。しかし黒崎の在任中、矢野やJリーグベストイレブンに選出されたマルシオをはじめ、代表経験のある酒井高徳、曺永哲ら、多くの主力選手が国内外へ流出し、2011年終盤から得点力不足に悩まされた。
2012年は開幕から3連敗を喫するなど降格圏内に沈み、黒崎は5月に辞任した。シーズン途中での監督交代はクラブ史上初のことだった。
黒崎の辞任後、柳下正明が監督に就任。一時は降格圏から脱出したが、残留争いからは抜け出すことはできなかった。勝てなければ降格決定という絶体絶命の状況で迎えた第33節で辛くも勝利して仙台の優勝を阻止したものの、降格圏内の17位で最終節を迎える事となった。新潟が勝利してもなお自力での残留は困難な状況の中、ホームで札幌に勝利。残留を争う神戸とG大阪が共に敗れ、逆転で15位に浮上してJ1残留を果たした。最終節に至る経緯は「2012年J1最終節」が詳しい。
J1連続在籍10年目を迎えた2013年は川又堅碁やレオ・シルバらの活躍とともに夏場から調子を上げ、J1残留を決めた第30節から最終節までクラブ新記録となる5連勝を記録、第33節では横浜FMの優勝を阻止した。3年ぶりの1桁順位となる7位でシーズンを終えた。
2014年はブラジルワールドカップの中断期間まで7位であったが、金珍洙、川又の退団やけが人の影響もあり12位で終了。
11年振りに2ステージ制に戻された2015年は終盤まで残留争いに加わってしまうものの、最終的に年間15位で残留を決めた。Jリーグカップでは、クラブ史上初の決勝トーナメントに進出し、ベスト4の成績を残した。シーズン終了後に柳下が監督を辞任した。
2016年は吉田達磨が監督に就任した。開幕戦は勝利を飾ったものの、それから成績が振るわず1stステージを13位で終える。2ndステージも開幕4連敗を喫するなど不調から抜け出せず、残留争いのライバルである甲府と名古屋に連敗。降格圏内まで勝点差1に詰め寄られた事が決定打となり、9月27日に吉田監督以下コーチ陣は4試合を残しての解任となった。後任はコーチを務めていた片渕浩一郎が就任した。その後残留争いは最終節までもつれ、勝てば残留という状況の中、広島戦も敗戦を喫し勝点で名古屋と並んだものの、得失点差で上回り辛うじて年間15位で残留を果たした。年間勝点30での残留は現行の18チーム制になってからは史上最少の記録である。
2017年は、前年長野の監督であった三浦文丈が新監督に就任。しかしレオ・シルバやラファエル・シルバなど前年までの主力が抜けた穴は非常に大きく、開幕からリーグ戦10試合で僅か1勝と低迷し、その後三浦が辞任。後任に呂比須ワグナーを招聘した。 呂比須の初陣となった第12節札幌戦でリーグ2勝目を挙げたが、その後はリーグ戦16試合勝ち無しとクラブワースト記録を更新するなど成績は上向かず、第32節甲府戦で勝利したものの、他会場の結果により昇格14年目にして初のJ2降格が決定した。最終的には17位で終了。シーズン終了後、呂比須の退任と神田勝夫強化部長の退任が発表された。

### 2018年 - 2022年（J2）
鈴木政一が監督に就任。2018年は1年でのJ1復帰を目指したが、リーグ前半戦で7勝5分9敗、ホームでは僅か1勝と低迷。8月7日に鈴木が契約解除され、ヘッドコーチの片渕が2年ぶりに監督に就任した。以降はホームでも勝てるようになったが、上位争いに加わる事無く16位でシーズンを終えた。ルヴァンカップも予選リーグ3位で終わった。
2019年は開幕9試合で3勝3敗3分とスタートダッシュに失敗。4月14日に片渕が監督から解任され、アカデミーダイレクターの吉永一明が監督に就任、4シーズン連続での監督の途中交代となった。しかし、その後も第13節長崎戦から4連敗を喫し16位まで後退、第26節で9位に浮上した以外は2桁順位を脱することなく、10位でシーズンを終えた。レオナルドが28得点を挙げ得点王を獲得した。
2020年は新監督にスペイン人のアルベルト・プッチ・オルトネダが就任。ポゼッション主体の戦術に変貌を遂げた。開幕節群馬戦は3-0で快勝し首位に立ったものの、同シーズンの昇格圏内である2位以内に入ったのはこれが最初で最後となった。夏には鄭大世、福田晃斗、荻原拓也が加入し、第27節から7戦負けなしで一時は4位まで浮上したものの、第37節終了時点で5試合を残し昇格の可能性が消滅。結局前年を下回る11位でシーズンを終えた。9月に所属選手2名の飲酒運転が発覚し、解雇処分を受けた。
2021年は選手の入れ替えが多数。新井直人、渡邉新太、森俊介などが移籍する一方、藤原奏哉、高宇洋、星雄次、鈴木孝司、谷口海斗などが加入し、さらには千葉和彦が2011年以来10年ぶりに復帰。リーグ戦は開幕節北九州戦を4-1と快勝すると、開幕から5連勝とスタートダッシュに成功し、13戦負けなし（10勝3分）で首位を維持した。しかし、第18節岡山戦の敗戦でJ1昇格圏外の3位に後退、その後は昇格圏内の2位以上に戻ることなく最終的に2位京都とは勝点差16の6位でシーズンを終えた。シーズン終了後、アルベルトが監督を退任した。
2022年は前年コーチを務めていた松橋力蔵が監督に就任した。前監督のアルベルトが植え付けたポゼッション主体の戦術をベースに、縦の速さと相手との駆け引きを意識したサッカーを展開した。移籍関連ではロメロ・フランクや大本祐槻、福田晃斗などが移籍するも、伊藤涼太郎やイッペイ・シノヅカ、トーマス・デンやアレクサンドレ・ゲデスなどが加入した。序盤は開幕7試合で2勝と出遅れたが、第8節から8試合連続負けなしを含む10勝3分1敗として、前半戦を首位で折り返す。後半戦は主力の本間至恩の海外移籍 や高木善朗の負傷離脱といったアクシデントも有りながらも、伊藤や三戸舜介らがその穴を埋める活躍を見せる。その後も着実に勝点を積み重ね、昇格圏内の2位以内をキープ。第35節で首位に返り咲き、シーズン初の4連勝のあと、引き分けを挟み迎えた第40節仙台戦で勝利し、6年ぶりのJ1昇格を決めた。翌第41節東京V戦では敗れたものの、2位の横浜FCが敗れたため新潟の2回目のJ2優勝が決定した。最終節町田戦での勝利で、J2通算200勝を達成した。最終成績は25勝9分8敗の勝点84。得点73、失点35、得失点差38は全てにおいてリーグ1位となった。

### 2023年 - （J1）
2023年は昨年のメンバーの殆どが残留して開幕を迎えた。そのため新たに獲得した選手は町田から太田修介とC大阪から新井直人、そして海外からグスタボ・ネスカウとダニーロ・ゴメスの4人だけという最小限に留まった。リーグ前半戦は広島、川崎、横浜FMと昨年のJ1トップ3に勝利を挙げた一方で、鹿島、横浜FC、G大阪、京都と序盤下位に低迷していたチームに敗れるなど勝点を伸ばせず、13位で折り返す。6月に主力の伊藤が海外移籍 した後、後半戦はしばらく勝ち負けを繰り返す。7月には群馬から長倉幹樹を獲得した。その後守備が安定し始めた9月から12月までの9試合は4勝5分(内4試合無失点)の無敗で乗り切り、最終的に11勝12分11敗の10位でJ1残留を果たした。ルヴァンカップはグループステージ敗退、天皇杯は過去最高タイのベスト8進出を果たした。
2024年も殆どのメンバーが残留。渡邊泰基が横浜FM、高宇洋がFC東京、三戸舜介がオランダのスパルタ・ロッテルダムに移籍した以外は主力を残した。新戦力としては鳥栖から小野裕二、甲府から長谷川元希、いわきから宮本英治、山口から吉満大介などが加入。リーグ戦では開幕からの4試合で2勝1分1敗とまずまずのスタートを切った。だが、直後に副キャプテンであった新井が広島へ完全移籍。更には怪我人が続出したこともあり徐々に順位を落として前半戦は15位で折り返した。後半戦では徳島から橋本健人を獲得するなど夏場から調子を上げ、一時は一桁順位を狙える位置まで付けるが、第29節からの6試合で17失点と守備が崩壊、1分5敗と不調に陥り、一転して残留争いに巻き込まれることになった。後述のルヴァンカップ決勝を挟んで迎えた第36節からの2試合でも1分1敗と勝ち点を伸ばすことができず、降格圏内の18位・磐田と勝ち点差3という状況で最終節を迎える。引き分け以上で残留という条件で迎えた最終節ではアウェーで浦和相手にスコアレスドローに持ち込み、最終的に10勝12分16敗の16位と苦しみながらも2年連続でJ1残留を決めた。天皇杯は3回戦で敗退した。
一方ルヴァンカップでは1stラウンドでいわきと秋田を、プレーオフラウンドで長崎を下し、2015年大会以来9年ぶりのプライムラウンド(決勝トーナメント)進出を決める。準々決勝では長倉の1試合4ゴールの活躍もあり町田を2戦合計5-2で下すと、準決勝では川崎を2戦合計6-1で下し、クラブ史上初の決勝進出を決めた。初の三大タイトルを懸けて決勝で名古屋と対戦。前半に2点ビハインドを背負う展開になりながらも、後半に谷口と終了間際の小見洋太のPKでのゴールで追いつき延長戦へ持ち込む。延長前半に再び勝ち越しを許すも、延長後半に小見が再び同点ゴールを挙げPK戦へ突入する。だが、先攻の2人目で長倉が失敗。そのまま4-5で敗れ、準優勝で幕を閉じた。長倉が6ゴールで大会得点王を獲得した。シーズン終了後、松橋が監督を退任した。
2025年から水戸のコーチを務めていた樹森大介が監督に就任した。この年は例年に比べ大幅な選手の入れ替えを敢行。小島亨介が柏、阿部航斗が磐田、長谷川巧が秋田、トーマス・デンが横浜FM、遠藤凌がいわき、島田譲がクリアソン新宿、長倉幹樹が浦和にそれぞれ完全移籍。また西村遥己と石山青空が松本、森璃太が栃木SC、吉田陣平が讃岐へそれぞれ期限付き移籍をした。鈴木孝司は現役引退し、横浜FMのスクールコーチに就任予定。また前年から藤枝に期限付き移籍しているシマブク・カズヨシは移籍期間を1年延長し、横浜FMから期限付き移籍で加入していた松田詠太郎は横浜FMに復帰した。一方加入選手としては、藤枝からMF新井泰貴、熊本からGK田代琉我、徳島からDF森昂大、柏からMF落合陸、山口からFW若月大和がそれぞれ完全移籍で加入。また外国人でもメルボルン・ビクトリーFCからジェイソン・ゲリアと、U-17ブラジル代表経験のあるミゲル・シルヴェイラ・ドス・サントスが加入。またFW矢村健が藤枝から、MF大竹優心がYS横浜から、DF岡本將成が鹿児島から、GK藤田和輝が千葉からの期限付き移籍から復帰。さらに前年まで特別指定選手だったDF稲村隼翔が東洋大学から、FW笠井佳祐が桐蔭横浜大学から正式加入。さらに2種登録のGK内山翔太もトップチームに昇格した。
しかし開幕8試合で4分4敗、リーグ戦初勝利が第9節になるなど低迷。一時は天皇杯含めホーム3連勝を記録したが、6月23日、成績不振により監督が樹森からコーチの入江徹に交代した。しかし新体制から4連敗で中断期間に入った。監督交代から主力の流出が相次ぎ、小見洋太が柏へ、稲村隼翔がセルティックへ、宮本英治が岡山へ、太田修介が湘南へ、秋山裕紀がSVダルムシュタット98へそれぞれ移籍。それに伴い続々と新加入。柏から島村拓弥、磐田から植村洋斗、広島から小原基樹が期限付き移籍で、柏から白井永地、C大阪から舩木翔が完全移籍で加入。さらに海外からも、ハンマルビーIFからアフデルラフマン・ブーダ・サイディと、マリンガFCからマテウス・モラエスが新加入した。

## 記録と成績

### タイトル
- J2リーグ：2回
  - 2003、2022

### その他タイトル
- 北信越フットボールリーグ：3回
  - 1986、1996、1997

### 表彰
J1リーグ
- ベストイレブン
  - 2010年  マルシオ・リシャルデス
  - 2013年  川又堅碁
  - 2014年  レオ・シルバ

- 月間MVP
  - 2014年4月   レオ・シルバ
  - 2023年2月・3月   伊藤涼太郎

- ベストヤングプレーヤー賞
  - 2023年  三戸舜介

- 月間ベストゴール
  - 2023年5月  三戸舜介
  - 2023年9月  三戸舜介

- フェアプレー賞
  - 2014年、2023年

J2リーグ
- ベストイレブン
  - 2022年  伊藤涼太郎、 高宇洋、 小島亨介、 高木善朗、 堀米悠斗、 舞行龍ジェームズ

- 得点王
  - 2002年  マルクス：19得点
  - 2003年  マルクス：32得点
  - 2019年  レオナルド：28得点

- 優勝監督賞
  - 2022年  松橋力蔵

- 月間MVP
  - 2019年9月  レオナルド
  - 2019年10月  レオナルド
  - 2021年2月・3月  高木善朗
  - 2022年5月  三戸舜介

- 月間ベストゴール
  - 2020年2月・6月・7月  本間至恩
  - 2020年10月  鄭大世
  - 2021年4月  矢村健
  - 2022年10月  伊藤涼太郎

- フェアプレー賞
  - 2018年、2019年、2020年、2021年、2022年

その他
- 功労選手賞
  - 2008年  黒崎久志、 山口素弘
  - 2017年  大島秀夫
  - 2022年  田中達也

- Join賞
  - 2004年 アルビレックス新潟
  - 2005年 アルビレックス新潟

- ベストピッチ賞
  - 2007年 東北電力ビッグスワンスタジアム
  - 2009年 東北電力ビッグスワンスタジアム
  - 2012年 東北電力ビッグスワンスタジアム
  - 2013年 東北電力ビッグスワンスタジアム
  - 2015年 デンカビッグスワンスタジアム
  - 2016年 デンカビッグスワンスタジアム

## ユニフォーム

### クラブカラー
- オレンジ、    ブルー

オレンジは新潟の夕日を、青は日本海を表している。

### ユニフォームスポンサー
| 掲出箇所   | スポンサー名           | 表記      | 掲出年                   | 備考                                                                                      |
| 胸         | 亀田製菓               | 亀田製菓  | 1999年 -                 | 1996年途中 - 1998年は背中上部 2016年および2017年 - 2018年1st・3rdは「ハッピーターン」表記 |
| 鎖骨       | オイシックス・ラ・大地 | Oisix     | 2025年6月 -              | 左側に表記                                                                                |
| 鎖骨       | NSGグループ            | NSG GROUP | 2018年 - 2019年 2021年 - | 右側に表記 2020年は背中下部                                                               |
| 背中上部   | コメリ                 | コメリ    | 2011年 -                 |                                                                                           |
| 背中下部   | 新潟日報社             | 新潟日報  | 2021年 -                 | 2002年 - 2020年はパンツ前面                                                               |
| 袖         | ナミックス             | NΛMiCS    | 2018年 -                 |                                                                                           |
| パンツ前面 | なし                   | -         | -                        |                                                                                           |
| パンツ背面 | なし                   | -         | -                        |                                                                                           |

### ユニフォームサプライヤーの遍歴
- - 1998年：ミズノ
- 1999年 - 2002年：カッパ
- 2003年 - 現在：アディダス

### 歴代ユニフォーム
| FP 1st      |             |             |             |      |
| 1999 - 2000 | 2001 - 2002 | 2003 - 2004 | 2005 - 2006 | 2007 |
| 2008 - 2009 | 2010 - 2011 | 2012 - 2013 | 2014 - 2015 | 2016 |
| 2017        | 2018        | 2019        | 2020        | 2021 |
| 2022        | 2023        | 2024        | 2025 -      |      |
|             |             |             |             |      |

| FP 2nd      |             |             |             |             |
| 1999 - 2000 | 2001 - 2002 | 2003 - 2004 | 2005 - 2007 | 2008 - 2009 |
| 2010 - 2011 | 2012 - 2013 | 2014 - 2015 | 2016        | 2017        |
| 2018        | 2019        | 2020        | 2021        | 2022        |
| 2023        | 2024        | 2025 -      |             |             |
|             |             |             |             |             |

| FP Other                 |                                          |          |          |               |
| 2015 CUP                 | 2016 3rd                                 | 2016 CUP | 2017 3rd | 2017 · SUMMER |
| 2018 · 本間勲 · 引退試合 | 2020 · ONE NIIGATA · メモリアル · ブルー |          |          |               |
|                          |                                          |          |          |               |

### 歴代ユニフォームスポンサー表記
| 年度 | 箇所                                           | 箇所      | 箇所      | 箇所                          | 箇所                  | 箇所                             | 箇所        | 箇所       | サプライヤー |
| 年度 | 胸                                             | 鎖骨左    | 鎖骨右    | 背中上部                      | 背中下部              | 袖                               | パンツ前面  | パンツ背面 | サプライヤー |
| 1995 | -                                              | 解禁前    | 解禁前    | -                             | 解禁前                | -                                | 解禁前      | 解禁前     | Mizuno       |
| 1996 | - CORONA                                       | 解禁前    | 解禁前    | - 亀田製菓                    | 解禁前                | - 蔦屋書店RENTAL VIDEO RENTAL CD | 解禁前      | 解禁前     | Mizuno       |
| 1997 | CORONA                                         | 解禁前    | 解禁前    | 亀田製菓                      | 解禁前                | 蔦屋書店RENTAL VIDEO RENTAL CD   | 解禁前      | 解禁前     | Mizuno       |
| 1998 | DIRECTV                                        | 解禁前    | 解禁前    | 亀田製菓                      | 解禁前                | 蔦屋書店RENTAL VIDEO RENTAL CD   | 解禁前      | 解禁前     | Mizuno       |
| 1999 | 亀田製菓                                       | 解禁前    | 解禁前    | 蔦屋書店                      | 解禁前                | 新潟発世界に向けてキックオフ     | 解禁前      | 解禁前     | Kappa        |
| 2000 | 亀田製菓                                       | 解禁前    | 解禁前    | B's INTERNATIONΛL             | 解禁前                | 新潟発世界に向けてキックオフ     | 解禁前      | 解禁前     | Kappa        |
| 2001 | 亀田製菓                                       | 解禁前    | 解禁前    | B's INT'L                     | 解禁前                | 新潟発世界に向けてキックオフ     | 解禁前      | 解禁前     | Kappa        |
| 2002 | 亀田製菓                                       | 解禁前    | 解禁前    | B's INT'L                     | 解禁前                | 新潟発世界に向けてキックオフ     | 新潟日報    | 解禁前     | Kappa        |
| 2003 | 亀田製菓                                       | 解禁前    | 解禁前    | stylesB's INT'L               | 解禁前                | 朱鷺メッセ                       | 新潟日報    | 解禁前     | adidas       |
| 2004 | 亀田製菓                                       | 解禁前    | 解禁前    | stylesB's INT'L               | 解禁前                | 新潟米                           | 新潟日報    | 解禁前     | adidas       |
| 2005 | 亀田製菓                                       | 解禁前    | 解禁前    | msn                           | 解禁前                | 新潟米                           | 新潟日報    | 解禁前     | adidas       |
| 2006 | 亀田製菓                                       | 解禁前    | 解禁前    | msn                           | 解禁前                | 新潟米                           | 新潟日報    | 解禁前     | adidas       |
| 2007 | 亀田製菓                                       | 解禁前    | 解禁前    | msn                           | 解禁前                | 新潟米                           | 新潟日報    | 解禁前     | adidas       |
| 2008 | 亀田製菓                                       | 解禁前    | 解禁前    | [[Tポイント\|T-POINT]]TSUTAYA | 解禁前                | 新潟米                           | 新潟日報    | 解禁前     | adidas       |
| 2009 | 亀田製菓                                       | 解禁前    | 解禁前    | - X-LARGECLOTHING B's INT'L   | 解禁前                | 新潟米                           | 新潟日報    | 解禁前     | adidas       |
| 2010 | 亀田製菓                                       | 解禁前    | 解禁前    | X-LARGECLOTHING B's INT'L     | 解禁前                | 新潟米                           | 新潟日報    | 解禁前     | adidas       |
| 2011 | 亀田製菓                                       | 解禁前    | 解禁前    | コメリ                        | 解禁前                | 新潟米                           | 新潟日報    | 解禁前     | adidas       |
| 2012 | 亀田製菓                                       | 解禁前    | 解禁前    | コメリ                        | 解禁前                | 新潟米                           | 新潟日報    | 解禁前     | adidas       |
| 2013 | 亀田製菓                                       | 解禁前    | 解禁前    | コメリ                        | 解禁前                | 新潟米                           | 新潟日報    | 解禁前     | adidas       |
| 2014 | 亀田製菓                                       | 解禁前    | 解禁前    | コメリ                        | 解禁前                | 新潟米                           | 新潟日報    | 解禁前     | adidas       |
| 2015 | 亀田製菓                                       | 解禁前    | 解禁前    | コメリ                        | 解禁前                | 新潟米                           | 新潟日報    | 解禁前     | adidas       |
| 2016 | ハッピーターン                                 | 解禁前    | 解禁前    | コメリ                        | -                     | 新潟米                           | 新潟日報    | 解禁前     | adidas       |
| 2017 | - ハッピーターン（1st・3rd） - 亀田製菓（2nd） | 解禁前    | 解禁前    | コメリ                        | -                     | 新潟米                           | 新潟日報    | 解禁前     | adidas       |
| 2018 | - ハッピーターン（1st・3rd） - 亀田製菓（2nd） | Denka     | NSG GROUP | コメリ                        | JA全農にいがた 新潟米 | NΛMiCS                           | 新潟日報    | 解禁前     | adidas       |
| 2019 | 亀田製菓                                       | Denka     | NSG GROUP | コメリ                        | 全農にいがた          | NΛMiCS                           | 新潟日報    | 解禁前     | adidas       |
| 2020 | 亀田製菓                                       | Denka     | -         | コメリ                        | NSGGROUP              | NΛMiCS                           | 新潟日報    | -          | adidas       |
| 2021 | 亀田製菓                                       | Denka     | NSGGROUP  | コメリ                        | 新潟日報              | NΛMiCS                           | - NEXTMEATS | -          | adidas       |
| 2022 | 亀田製菓                                       | Denka     | NSGGROUP  | コメリ                        | 新潟日報              | NΛMiCS                           | N≡XTM≡ATS   | -          | adidas       |
| 2023 | 亀田製菓                                       | Denka     | NSGGROUP  | コメリ                        | 新潟日報              | NΛMiCS                           | -           | -          | adidas       |
| 2024 | 亀田製菓                                       | Denka     | NSGGROUP  | コメリ                        | 新潟日報              | NΛMiCS                           | -           | -          | adidas       |
| 2025 | 亀田製菓                                       | - / Oisix | NSGGROUP  | コメリ                        | 新潟日報              | NΛMiCS                           | -           | -          | adidas       |

### ユニフォームの補足
- 1997年からパンツが青になる。
- 1999年からJ2昇格と共にカッパがサプライヤーとなると、シャツに青のストライプが加わった。
- 2003年からサプライヤーがアディダスに変更された。
- 2007年から上下ともオレンジがメインになった。
- 2014年シーズンの新ユニフォームは「原点回帰」と銘打たれ、Jリーグ参入時の太いストライプ柄が復活した[33]。
- 2015年にクラブ初のカップ戦専用ユニフォームとなる青をベースとした新ユニフォームを発表した[34]。
- 2016年は2ndユニフォームが緑ベースとなり、シャツはボーダー柄となった。
- 2017年は2ndユニフォームが再び白ベースとなった。

## スタジアムと練習場

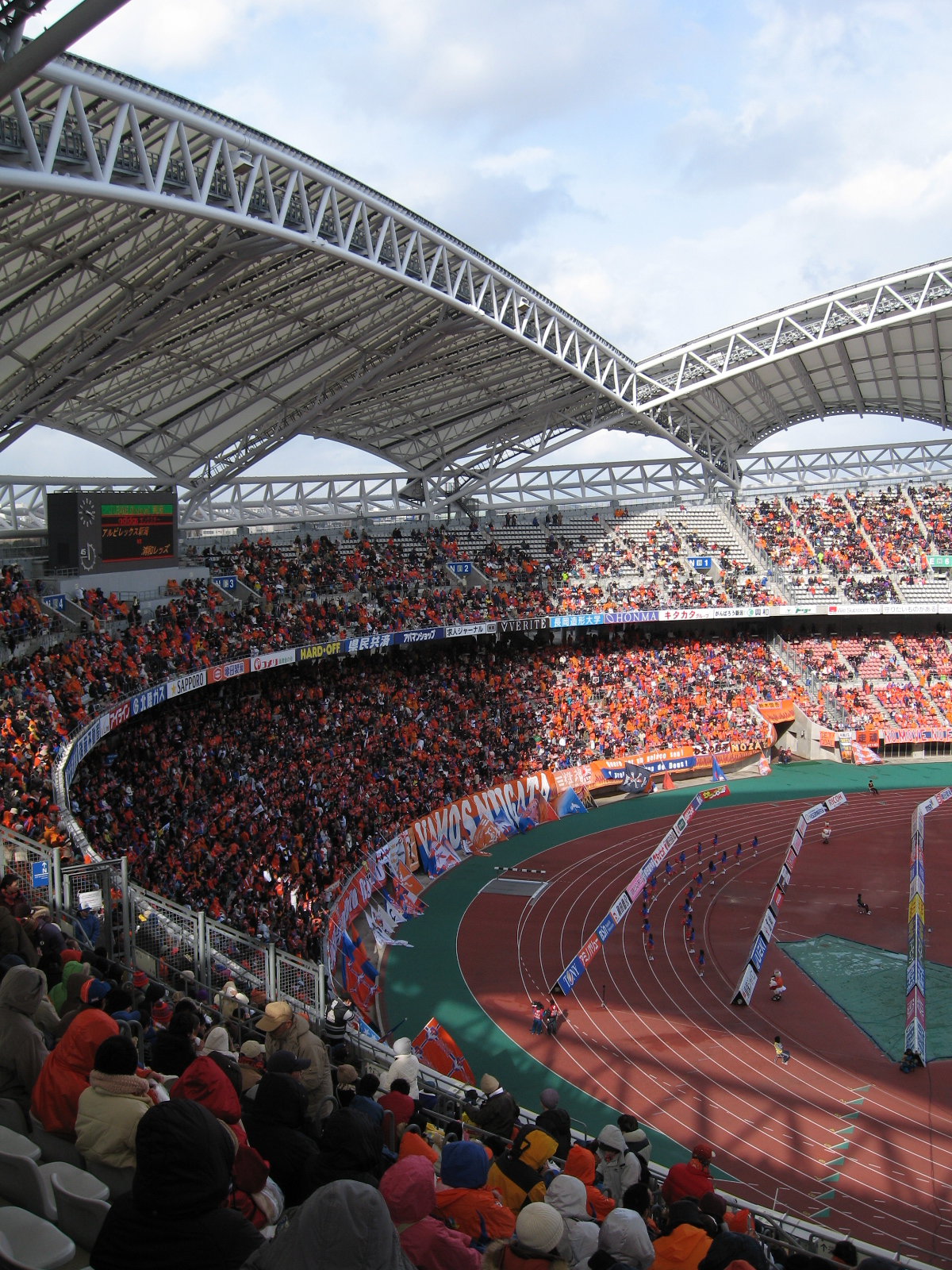
ゴール裏サポーター（新潟スタジアム）

ホームスタジアムは（旧）JFLに加盟した1998年から2000年までは新潟市陸上競技場のみだったが、2001年に新潟スタジアム（ビッグスワン。デンカ株式会社の施設命名権購入により、2014年からデンカビッグスワンスタジアム）の完成後は2か所併用となる。ただし登録上の本拠地は新潟市陸のみのままで、新潟スは「準本拠地」の扱いだったが、ビッグスワンでの試合比率を増やし、過半数の試合を開催して事実上の移転となった。
2004年のJ1昇格後のホームゲームはすべてビッグスワンで開催している（Jリーグへの登録上の本拠地は2004年から2012年まではこの2箇所を併記されていたが、2013年に新潟市陸上競技場の本拠登録を抹消した。また、Jリーグファンガイドでの掲載は2011年以後省略されている）。なお、2004年新潟県中越地震により、リーグ戦と天皇杯の新潟主管（扱い）のそれぞれ1試合ずつは、関東地方の競技場に振り替えられ、2014年最終節は大雪の影響で茨城県立カシマサッカースタジアムで開催した。（2004年-（J1）の項参照）
スタジアム内の場内アナウンスは新潟お笑い集団NAMARAから森下英矢、中村博和、大野まさやが歴任している。
練習場は北蒲原郡聖籠町にある新潟聖籠スポーツセンターを主に使用している。以前は新潟市陸上競技場や新発田市五十公野公園陸上競技場、同市サンスポーツランドしばたを使用する場合もあった。短期合宿は十日町市当間多目的グラウンドで行うことが多い。

### 観客動員
Jリーグでも屈指の観客動員力を持ち、2003年はJ2所属ながらJ1、J2を通して最多の観客動員数約66万人を記録した。2004年は、浦和レッドダイヤモンズがJ2所属だった2000年（この年トップは鹿島アントラーズの約26万人）を除き、1996年度から守り続けていたJ1年間観客動員トップの座を初めて奪取する約56万5000人（1試合あたり約37,700人）の動員を記録した。
2005年には年間68万人までに伸び、2003年から3年連続でJリーグ（J1・J2含む）1位の観客動員数を記録した。この観客動員数が評価され、クラブは2003年、2004年と2年連続でJリーグアウォーズ・join賞 (チェアマン特別賞)を受賞している。
しかし観客動員は2006年をピークに減少が続いており、2011年には平均3万人を割り込んだ。同年7月13日のヴァンフォーレ甲府戦ではJ1昇格後最少となる13,644人を記録しており、クラブ側も観客動員数の回復を喫緊の課題と捉えている。2013年に動員の下落は下げ止まりの感を見せたものの、長らく浦和に次ぐ2番手だった観客動員数は横浜F・マリノスに抜かれて3位に転落した。2014年は最終節の延期の影響もあり4位となった。
| 年度別観客動員記録 |      |        |         |        |        |        |                      | |
| 略記について 新潟ス→東北電ス→デンカS：新潟スタジアム（東北電力ビッグスワンスタジアム、デンカビッグスワンスタジアム）、新潟市陸：新潟市陸上競技場、 国立：国立霞ヶ丘競技場陸上競技場、カシマ：茨城県立カシマサッカースタジアム |      |        |         |        |        |        |                      | |
| 所属 | 年度 | 試合数 | 合計    | 平均   | 最多   | 最少   | 試合会場             | 備考                                                                                                |
| （旧）JFL | 1998 | 15     | 37,721  | 2,696  | 11,136 | 1,180  | 新潟市陸15           | |
| J2 | 1999 | 18     | 75,798  | 4,211  | 9,327  | 2,045  | 新潟市陸18           | |
| J2 | 2000 | 20     | 80,139  | 4,007  | 11,662 | 1,786  | 新潟市陸20           | |
| J2 | 2001 | 22     | 366,500 | 16,659 | 42,011 | 2,373  | 新潟ス14、新潟市陸8  | |
| J2 | 2002 | 22     | 472,507 | 21,478 | 42,211 | 9,125  | 新潟ス11、新潟市陸11 | |
| J2 | 2003 | 22     | 667,447 | 30,339 | 42,223 | 8,644  | 新潟ス15、新潟市陸7  | |
| J1 | 2004 | 15     | 565,336 | 37,689 | 41,955 | 11,150 | 新潟ス14、国立1      | |
| J1 | 2005 | 17     | 681,945 | 40,114 | 41,988 | 35,337 | 新潟ス17             | |
| J1 | 2006 | 17     | 658,050 | 38,709 | 42,056 | 33,993 | 新潟ス17             | |
| J1 | 2007 | 17     | 650,698 | 38,276 | 42,015 | 31,500 | 東北電ス17           | |
| J1 | 2008 | 17     | 586,325 | 34,490 | 40,359 | 22,740 | 東北電ス17           | |
| J1 | 2009 | 17     | 568,582 | 33,446 | 40,268 | 24,392 | 東北電ス17           | |
| J1 | 2010 | 17     | 519,221 | 30,542 | 41,002 | 19,152 | 東北電ス17           | |
| J1 | 2011 | 17     | 442,836 | 26,049 | 37,830 | 13,644 | 東北電ス17           | |
| J1 | 2012 | 17     | 425,309 | 25,018 | 35,506 | 15,854 | 東北電ス17           | |
| J1 | 2013 | 17     | 443,906 | 26,112 | 33,378 | 18,919 | 東北電ス17           | |
| J1 | 2014 | 17     | 390,648 | 22,979 | 35,533 | 2,104  | デンカS 16、カシマ1  | カシマでの1試合は、デンカSで行われる予定だった第34節柏戦が 大雪で試合中止になったことによる代替開催 |
| J1 | 2015 | 17     | 372,908 | 21,936 | 31,324 | 16,068 | デンカS 17           | |
| J1 | 2016 | 17     | 360,076 | 21,181 | 29,692 | 14,627 | デンカS 17           | |
| J1 | 2017 | 17     | 374,585 | 22,034 | 31,014 | 16,461 | デンカS 17           | |
| J2 | 2018 | 21     | 313,180 | 14,913 | 22,465 | 8,614  | デンカS 21           | |
| J2 | 2019 | 21     | 304,445 | 14,497 | 20,486 | 8,777  | デンカS 21           | |
| J2 | 2020 | 21     | 112,571 | 5,361  | 9,355  | 0      | デンカS 21           | |
| J2 | 2021 | 21     | 228,452 | 10,879 | 14,759 | 7,617  | デンカS 21           | |
| J2 | 2022 | 21     | 314,039 | 14,954 | 32,979 | 7,556  | デンカS 21           | |

## 選手・監督
アルビレオ新潟FCへの改称以降、クラブには200人を超える選手が在籍した。最長の在籍期間、最多の出場試合は共に新潟県内出身の本間勲で在籍15年半、出場試合数は316試合である。最多得点選手はブラジル国籍のエジミウソンで、116試合に出場して62得点を決めている。エジミウソンをはじめとした外国籍選手の国籍は8ヶ国を数え、最多は常駐のスカウトを派遣しているブラジル国籍選手である。
監督の交代はJリーグ昇格以前から少なかったが、2016年以降在任期間が1年未満での交代が続いている。アルビレオ改称後、最長の在任期間は反町康治の5年、最短は2016年の片渕浩一郎の3ヶ月である。J1での最高順位は鈴木淳が指揮を執った2007年の6位、最多勝点は柳下正明が指揮を執った2013年の55点である。

### 夢のイレブン
クラブのJ1昇格10周年を記念し、2013年11月から12月にかけ新潟日報紙上で「俺たちの夢のイレブン」が募集された。ファン投票の結果を受け、2014年1月4日の新潟日報紙上で発表された「夢のイレブン・監督」12人を以下に記す。最多得票はマルシオ・リシャルデスの507票だった。
GK
東口順昭
DF
酒井高徳、鈴木大輔、内田潤、金珍洙
MF
マルシオ・リシャルデス、本間勲、レオ・シルバ、田中亜土夢
FW
川又堅碁、エジミウソン
監督
反町康治
（並びは投票数順）

## 運営会社
現在、新潟県内を中心に164の企業・団体から出資を受けているが、具体的な出資者名は明らかにされていない。設立当初は県内に単独でJリーグクラブを支える体力がある企業が存在しないため、「広く薄く」の方針で多くの企業から出資を募った。事業規模は毎年23-24億円程度で、30億円程度とされるJ1クラブの平均予算と比較しても貧弱な数字になっている。現在の社長は5代目で、2008年からアルビレックス新潟シンガポールの代表取締役を務めていた是永大輔。後述する初代社長の池田弘、2代目社長の中野幸夫は、新潟社長退任後にいずれもJリーグ理事の役職に就いた。
1996年、アルビレオ新潟FCは県内企業30社が1000万円を出し合い、2億9500万円の資本金で設立された。経営の中心には、県内で多数の専門学校を展開するNSGグループ理事長の池田弘が据えられた。当初アルビレオのJリーグ挑戦はワールドカップ誘致活動の一環という性格が強く、経営状態も芳しくなかった為に誘致成功を手土産に解散の可能性もあったという。池田は私財を投じて窮地をしのぐ一方で、後援会組織を立ち上げて小口の個人出資を募った。さらにこの頃から「ばらまき作戦」とも揶揄された採算を度外視した無料招待券の大量配布が始まり、観客動員数は飛躍的に増加。収支は2000年に初めて黒字へ転換した。
しかし、J1昇格に伴う強化費の増加に加え、観客動員数の落ち込み等を要因とする営業収入の落ち込みもあり、2005年から公表されている収支報告では毎年営業赤字を計上した。チケット売り上げ等の興業収入は最大時の2005年に約12億円を計上したが、2012年は最大時から5億円減となる約7億円、興業収入の柱となるシーズンチケットの売り上げは最盛期の2万枚からおおよそ半減している。

## アカデミー
- ユース

1998年4月創設・活動開始。本隊の他に過去には、提携チームとして中条ユース（ - 2004年度）があった。
- ジュニアユース

2004年4月創設・活動開始。2004年4月、提携チームであった「アルビレックス新潟新潟ジュニアユース」を解消して新たに直属チームとして編成された。本隊の他に、提携チームとして柏崎ジュニアユースと中条ジュニアユースがある。過去の提携チームには新潟ジュニアユース（ - 2004年度）の他に、加茂ジュニアユース（ - 2005年度）があった。
- ジュニア

2007年4月創設・活動開始。
- サッカースクール

東新潟校・美咲校・駅南校・寺尾校・白根校・亀田校・アルビレッジ校がある。

## 関連する組織

### アルビレックス新潟シンガポール
2004年に創設され、シンガポールのシンガポールプレミアリーグに所属するチーム。アルビレックス新潟やそれ以外のJリーグクラブから若手の育成先として選手の派遣を受け入れている。
アルビレックス新潟シンガポールは、留学プログラムの拠点としてスペインのバルセロナにアルビレックス新潟バルセロナ（バルセロナフットボールアカデミー）を設立した。
また、2014年にアルビレックス新潟プノンペンを設立し、カンボジア・リーグに参入した。ただし、アルビレックス新潟プノンペンのトップチームは1年で活動停止となった。

### JAPANサッカーカレッジ（JSC）
北信越フットボールリーグに所属するチームで、アルビレックス新潟の運営母体であるNSGグループ（新潟総合学院、国際総合学園）の傘下にある。JSCに所属している選手は、アルビレックス新潟の練習へも参加でき、事実上のアマチュア組織のチームとなっている。
また、2005年にJSC高等部が設けられ、アルビレックス新潟ユースとともにユース部門を担っている。JSC高等部は開志学園高校と教育連携しており、高校選手権や高校総体に「開志学園JAPANサッカーカレッジ高等部」として出場している。

## 決算
アルビレックス新潟の決算は、つぎのとおり。

### 損益
| 年度 | 収入  | 広告料 | 入場料 | 配分 | その他 | 費用  | 事業費 | 人件費 | 管理費 | 利益 | 純利益 |
| 2005 | 2,639 | 840    | 1,185  | 266  | 348    | 2,682 | 1,978  | 1,269  | 704    | -43  | -259   |
| 2006 | 2,793 | 960    | 994    | 241  | 598    | 2,857 | 2,169  | 1,248  | 688    | -64  | 10     |
| 2007 | 2,661 | 977    | 906    | 277  | 501    | 2,953 | 2,272  | 1,374  | 681    | -292 | -202   |
| 2008 | 2,590 | 950    | 831    | 245  | 564    | 2,720 | 2,132  | 1,208  | 588    | -130 | -46    |
| 2009 | 2,418 | 853    | 822    | 229  | 514    | 2,470 | 1,975  | 1,038  | 495    | -52  | 89     |
| 2010 | 2,216 | 843    | 770    | 224  | 379    | 2,341 | 1,850  | 910    | 491    | -125 | 4      |

出典: 各年度のJクラブ決算一覧。
2005、
2006、
2007、
2008、
2009、
2010
金額の単位: 百万円
人件費は事業費に含まれる。
| 年度 | 収益  | 広告料 | 入場料 | 配分 | 育成 | その他 | 費用  | 人件費 | 試合 | トップ | 育成 | 女子 | 販売 | 利益 | 純利益 |
| 2011 | 2,227 | 919    | 701    | 219  | 118  | 270    | 2,270 | 809    | 276  | 256    | 117  | 26   | 786  | -43  | 72     |
| 2012 | 2,405 | 941    | 661    | 220  | 137  | 446    | 2,450 | 940    | 281  | 282    | 122  | 34   | 791  | -45  | 44     |
| 2013 | 2,548 | 963    | 674    | 215  | 143  | 553    | 2,636 | 1,077  | 283  | 277    | 128  | 39   | 832  | -88  | 29     |
| 2014 | 2,748 | 1,013  | 650    | 210  | 165  | 710    | 2,853 | 1,085  | 267  | 377    | 144  | 48   | 932  | -105 | 10     |
| 2015 | 2,510 | 1,038  | 711    | 206  | 176  | 379    | 2,795 | 1,138  | 285  | 267    | 147  | 51   | 907  | -285 | -120   |

出典: 各年度のJクラブ決算一覧。
2011、
2012、
2013、
2014、
2015
金額の単位: 百万円
| 年度 | 収益  | 広告料 | 入場料 | 配分 | 育成 | 物販 | その他 | 費用  | 人件費 | 試合 | トップ | 育成 | 女子 | 物販 | 販売 | 利益 | 純利益 |
| 2016 | 2,908 | 1,049  | 679    | 218  | 194  | 277  | 491    | 2,959 | 1,220  | 269  | 225    | 150  | 61   | 222  | 812  | -51  | 97     |
| 2017 | 2,762 | 1,085  | 629    | 452  | 196  | 224  | 176    | 2,974 | 1,227  | 267  | 301    | 160  | 58   | 174  | 787  | -212 | -55    |
| 2018 | 2,493 | 1,127  | 507    | 281  | 191  | 200  | 187    | 2,728 | 1,108  | 267  | 268    | 137  | 65   | 166  | 717  | -235 | -149   |
| 2019 | 2,247 | 949    | 500    | 149  | 178  | 231  | 240    | 2,248 | 722    | 272  | 253    | 165  | 0    | 189  | 647  | -1   | 170    |
| 2020 | 2,194 | 1,828  | 189    | 159  | 110  | 227  | 354    | 2,250 | 821    | 236  | 246    | 135  | 0    | 187  | 625  | -56  | 52     |
| 2021 | 2,208 | 954    | 475    | 174  | 155  | 314  | 136    | 2,130 | 691    | 236  | 197    | 160  | 0    | 235  | 611  | 78   | 272    |
| 2022 | 2,539 | 928    | 596    | 177  | 165  | 447  | 226    | 1,815 | 756    | 255  | 219    | 269  | 0    | 316  | 728  | -4   | 99     |

出典: 各年度のJクラブ決算一覧。
2016、
2017、
2018、
2019、
2020、
2021、
2022
金額の単位: 百万円

### 資産
| 年度 | 総資産 | 総負債 | 純資産 | 資本金 |
| 2005 | 1,293  | 839    | 454    | 712    |
| 2006 | 1,304  | 839    | 464    | 712    |
| 2007 | 1,145  | 882    | 262    | 712    |
| 2008 | 1,043  | 827    | 216    | 712    |
| 2009 | 1,007  | 702    | 305    | 712    |
| 2010 | 897    | 587    | 309    | 712    |
| 2011 | 922    | 541    | 381    | 712    |
| 2012 | 970    | 545    | 425    | 712    |
| 2013 | 905    | 450    | 455    | 712    |
| 2014 | 1,121  | 656    | 465    | 712    |
| 2015 | 1,227  | 880    | 347    | 712    |
| 2016 | 1,403  | 959    | 444    | 712    |
| 2017 | 1,369  | 981    | 388    | 712    |
| 2018 | 1,228  | 989    | 239    | 712    |
| 2019 | 1,204  | 795    | 409    | 712    |
| 2020 | 1,829  | 1,347  | 462    | 712    |
| 2021 | 2,128  | 1,394  | 734    | 712    |
| 2022 | 2,472  | 1,628  | 844    | 712    |

出典: 各年度のJクラブ決算一覧。
2005、
2006、
2007、
2008、
2009、
2010、
2011、
2012、
2013、
2014、
2015、
2016、
2017、
2018、
2019、
2020、
2021、
2022
金額の単位: 百万円